# Sulci di Tritone
Segue una lista dei sulci presenti sulla superficie di Tritone. La nomenclatura di Tritone è regolata dall'Unione Astronomica Internazionale; la lista contiene solo formazioni esogeologiche ufficialmente riconosciute da tale istituzione.
I sulci di Tritone portano i nomi di divinità marine di varie culture e luoghi legati all'acqua, quali fontane, isole, geyser.
Tritone è stato finora raggiunto unicamente dalla sonda Voyager 2. I dati raccolti durante il sorvolo ravvicinato non sono stati sufficienti a determinare con precisione le dimensioni delle caratteristiche superficiali, per cui l'IAU censisce solamente le coordinate in attesa che ulteriori missioni forniscano dati più precisi.

## Prospetto
| Sulcus        | Eponimo                                                                          | Latitudine | Longitudine | Diametro |
| ------------- | -------------------------------------------------------------------------------- | ---------- | ----------- | -------- |
| Bia Sulci     | Bia - Fiume e figlio della divinità nella cultura degli Yoruba.                  | 38° S      | 3° E        | n.a.     |
| Boynne Sulci  | Boynne - Fiume della mitologia celtica.                                          | 13° S      | 350° E      | n.a.     |
| Ho Sulci      | Hwang Ho - Fiume sacro della tradizione cinese.                                  | 2° N       | 305° E      | n.a.     |
| Kormet Sulci  | Körmt - Fiume dell'oltretomba nella mitologia norrena.                           | 23° N      | 335,5° E    | n.a.     |
| Leipter Sulci | Leiptr - Uno dei fiumi cosmici della mitologia norrena, noti come Élivágar.      | 7° N       | 9° E        | n.a.     |
| Lo Sulci      | Luo - Fiume sacro della tradizione cinese.                                       | 3,8° N     | 321° E      | n.a.     |
| Ob Sulci      | Ob' - Fiume la cui foce conduce all'oltretomba nella cultura degli Ostiachi.     | 6° S       | 328° E      | n.a.     |
| Ormet Sulci   | Örmt - Fiume dell'oltretomba nella mitologia norrena.                            | 17° N      | 337° E      | n.a.     |
| Slidr Sulci   | Slíðr - Uno dei fiumi cosmici della mitologia norrena, noti come Élivágar.       | 23,5° N    | 350° E      | n.a.     |
| Tano Sulci    | Tano - Fiume e figlio della divinità nella cultura degli Yoruba                  | 33,5° N    | 337° E      | n.a.     |
| Vimur Sulci   | Víð - Il maggiore dei fiumi cosmici della mitologia norrena, noti come Élivágar. | 11° S      | 59° E       | n.a.     |
| Yasu Sulci    | Yasu - Fiume celeste della tradizione giapponese.                                | 2° N       | 347° E      | n.a.     |